# اوا داوز
اوا داوز (انگلیسی: Eva Dawes؛ ۱۷ سپتامبر ۱۹۱۲ – ۳۰ مهٔ ۲۰۰۹ (۹۶ سال)) ورزشکار دو و میدانی اهل کانادا بود.